# Golfinho-roaz
O golfinho-roaz, golfinho-nariz-de-garrafa ou roaz-corvineiro (nome científico: Tursiops truncatus) é a mais famosa e conhecida espécie de golfinho no mundo inteiro. Não somente por ser a espécie do famoso golfinho da série de televisão Flipper, mas também em função da sua distribuição ao longo de águas costeiras e oceânicas em todos os mares do planeta, com exceção dos mares polares. Divulgados também por suas apresentações de aquários, são popularmente conhecidos por serem carismáticos e inteligentes. Em 1920, a espécie passou a ser capturada para estudos e espetáculos em cativeiro, e é atualmente considerada a espécie mais comum nos parques temáticos.
No Brasil, distribui-se em águas próximas à costa entre o Rio Grande do Sul e Santa Catarina, a partir de onde pode ser encontrada em águas mais afastadas da costa até ao Nordeste. Os maiores golfinhos-nariz-de-garrafa do mundo estão no Brasil, na Lagoa dos Patos, onde podem alcançar 4 metros de comprimento.

## Características principais
O golfinho-nariz-de-garrafa possui o corpo robusto, a cabeça robusta e o bico curto, largo e nitidamente distinto da cabeça. A sua barbatana dorsal é alta e falcada, e é formada por tecido conjuntivo, não possuindo osso, e nem músculo.
Nascidos para deslizar, os golfinhos-nariz-de-garrafa possuem corpos hidrodinâmicos, em forma de torpedo, que lhes permitem deslizar rapidamente através das águas do oceano. A sua gama de cores vai desde creme a cinza ou mesma preta. Geralmente, a barriga é mais clara que o dorso. Nos animais mais jovens, as fendas laterais (estruturas que compõem o aparelho reprodutor) possuem um tom mais azulado, ligeiramente mais claro do que a dos demais.
As comunicações são efetuadas por meio de uma gama de sons emitidos a partir da bolsa nasal localizada na testa. Os golfinhos costumam agarrar o peixe com os seus 18–27 pares de pequenos dentes cônicos, presentes na mandíbula e no maxilar. Além disso, as marcas especiais na pele ajudam os golfinhos a camuflarem-se para se esconder de potenciais predadores. Seus ouvidos se localizam logo atrás dos olhos, sem orelhas, estando na forma de pequenas aberturas.
A cauda tem dois remos, denominados lobos, que o impulsionam através da água.

## Características biológicas

### Sistemas sensoriais
A audição desse cetáceo, é capaz de detectar sons fisiologicamente com uma velocidade muito maior do que humanos. Os assobios produzidos pelos roazes, são definidos únicos de cada indivíduo, ocorrendo geralmente entre 1-25 kHz. A função desses assobios é de identificação, determinando localização e possivelmente seu estado emocional.
Ao emitirem sons com determinada frequência conseguem detectar objetos a mais de 70 metros de distância, discernindo tamanho, forma, estrutura, velocidade e direção do objeto. Tudo isso devido o fator de ecolocalização. Esse sentido é utilizado em momentos onde a visão é insuficiente, como por exemplo na ausência de luz. Pesquisadores do BDRI (Instituto de Pesquisa Bottlenose Dolphin) Já mostraram que os assobios são vitais para a vida social dos animais, exatamente por espelharem seu comportamento.
Além de se comunicarem através dos sons, os golfinhos roazes utilizam a linguagem corporal como meio de comunicação, por meio de saltos na água, morder as mandíbulas, lamber a superfície da cauda, e bater as cabeças.
Após analises notou-se que alguns golfinhos localizados na Baía Shark, colocam esponjas marinhas em seu púlpito, para então protegê-la, ao procurar por comida no fundo mar. Essa ação é predominante de fêmeas.

### Tamanho
Em geral, o tamanho varia entre 1,9 e 4 metros, a medida de comprimento do macho é de 3,80 metros e a da fêmea de 3,60 metros, mas já se observaram exemplares maiores. O seu peso médio é de 500 quilos.

## Alimentação
Alimenta-se de peixes pequenos que habitam no fundo do mar, tais como lulas, polvos e crustáceos. Por serem considerados inteligentes, já se foi notado a presença dos mesmo ao redor de barcos de pesca, com o intuito de alimentarem-se das sobras.
A estratégia alimentar dessa espécie varia de acordo o habitat em que a mesma se encontra, e também a quantidade de presas presentes no local. Em determinadas regiões, os golfinhos roazes formam grupos, para então cercarem os peixes ate à praia.

## Reprodução
Após cerca de 12 meses de gestação, nasce apenas uma cria pesando cerca de 10 quilos e medindo entre 0,8 e 1,2 metros. O intervalo de procriação é de 7-10 anos, altura em que a fêmea está suficientemente madura em termos sexuais; contudo, estes valores variam, existem registos de procriação de um golfinho-fêmea com 4 anos de idade. E sua época de acasalamento é geralmente entre abril e outubro.

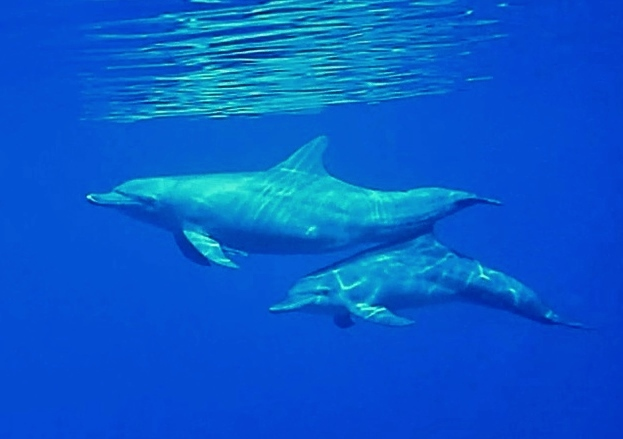
Casal de Roaz nas Maldivas

## Distribuição
Águas tropicais, subtropicais e temperadas de todos os oceanos, tanto em águas costeiras como em oceânicas, podendo inclusive penetrar em baías, estuários, lagoas e canais, e ocasionalmente penetra em rios. No Brasil, ocorre do Rio Grande do Sul até o nordeste. Em Portugal, podem ser avistados ao longo da costa de norte a sul. Existe um grupo de roazes-corvineiros que podem ser avistados no estuário do Sado, em Setúbal. Esta é a única população residente num estuário em Portugal, e uma de apenas três conhecidas na Europa. Já foram também, caçados por carne e óleo, mas atualmente ocorre a pesca limitada de tais cetáceos.

## Ameaças
Em alguns lugares do mundo, são intencionalmente capturados para a obtenção de comida, para a utilização de sua gordura como isca em certos tipos de pesca (principalmente pesca de espinhel), ou simplesmente porque os pescadores acreditam que os golfinhos-nariz-de-garrafa estão competindo com eles e prejudicando a sua pescaria (oeste da África, norte do oceano Índico, Japão, Mar Negro, Sri Lanka, Peru e em diversos outros lugares). São ameaçados também pela captura acidental em redes de pesca e pela captura intencional indiscriminada para o cativeiro. Em muitos lugares do mundo, os golfinhos-nariz-de-garrafa são mantidos em cativeiro para apresentação pública de espetáculos acrobáticos.

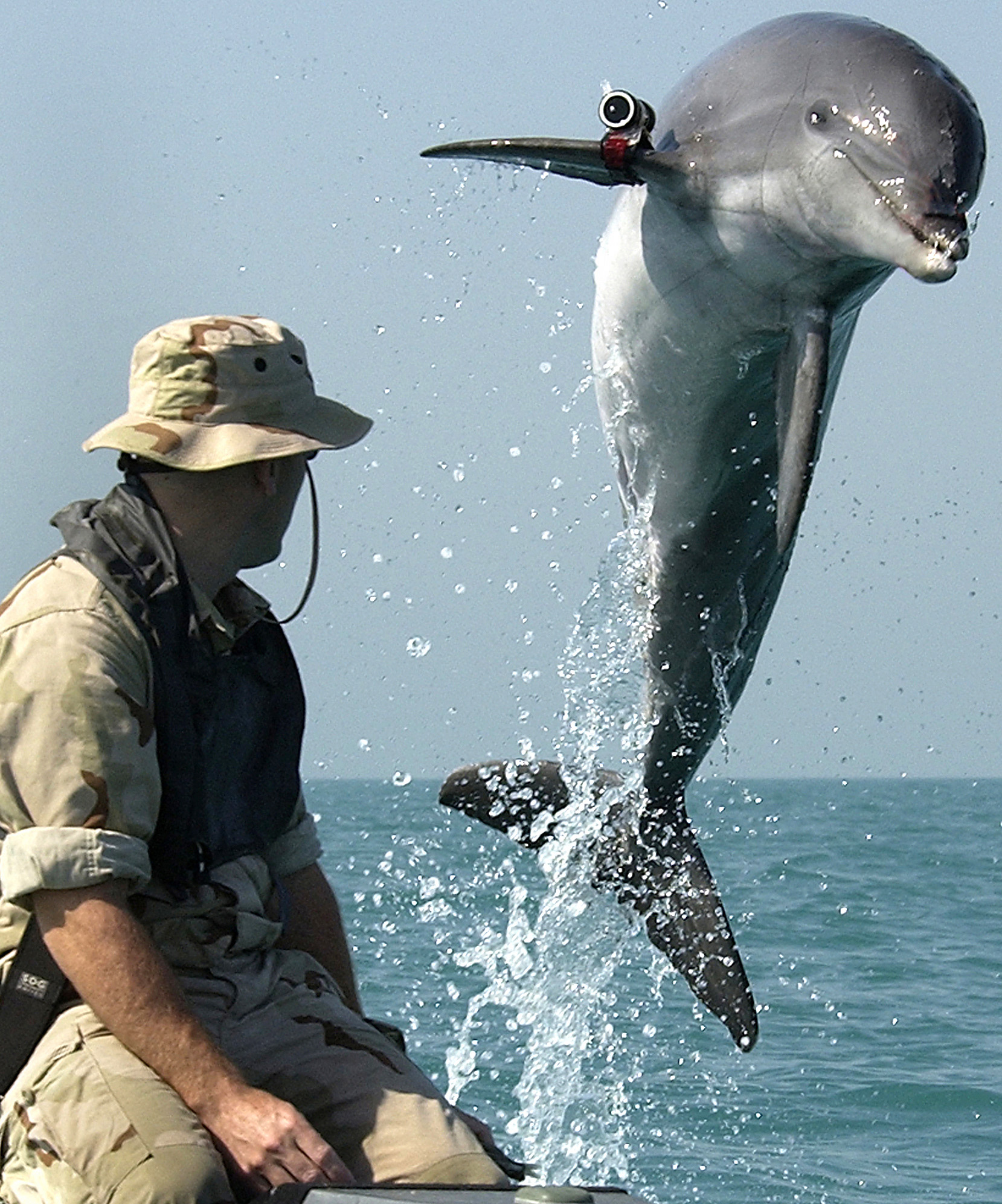
Um golfinho-nariz-de-garrafa da Marinha dos Estados Unidos

Sofrem também ameaças de pesca comercial, quando o intuito são outras especies, ficando então enrolados em redes, equipamentos de pesca e acabam morrendo por afogamento.
Em Portugal, é comum avistar-se roazes-corvineiros nas águas do Rio Sado, ao largo de Setúbal, e, nos Açores, é possível observá-los durante todo o ano. Uma tese de mestrado realizada pela Universidade de Lisboa, relatou que as intervenções humana no ecossistema afetam diretamente o setor marítimo. Em Portugal os golfinhos roazes se localizam apenas no Estuário do Sado, uma reserva natural que atua desde 1980. Porém esse ambiente vem sofrendo alterações, tais como construções portuárias que estão retratando grande ameaça a essa população. Mas, o caso foi definido como "pouco preocupante", segundo critérios definidos no ano de 2003 pela UICN (União Internacional para a Conservação da Natureza).
Somado a estes, as restrições ecológicas são fatores de importância que também moldam as interações sociais dentro da sociedade de cetáceos.  

## Neurônios corticais

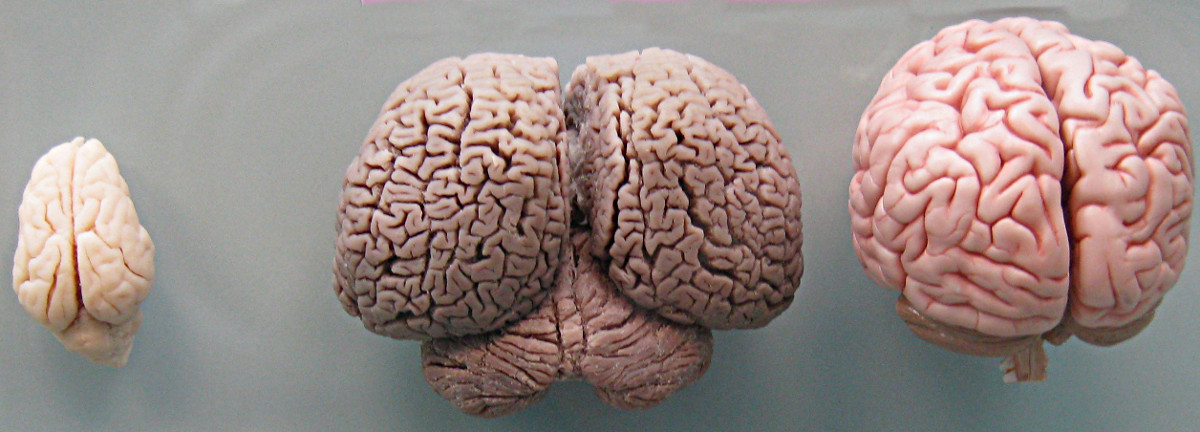
Comparação do cérebro do golfinho roaz com o de porco selvagem e um modelo de plástico do cérebro humano

Através de várias pesquisas, pesquisadores chegaram a conclusão que a inteligência dos mamíferos se correlaciona com o número de células nervosas no córtex cerebral.
O número de neurônios neocorticais do golfinho-nariz-de-garrafa é desconhecidos, porém tamanha inteligência da espécie é reconhecida.

## Estrutura social
Essa espécie de cetáceo costuma viver em grupos, com uma média entre 2-15 golfinhos. A quantidade de indivíduos presente em um desses grupos sociais irá variar de acordo a localização, e também se são populações costeiras (grupos menores), ou se são pelágicas. Entretanto já se foi observado grupos com mais de 1000 indivíduos.
A composição do grupo não é linear, variando então frequentemente. Fatores que influenciam a composição dos grupos, são: sexo, idade, parentesco, condição reprodutiva. Mas, tais motivos, não definem 100% essa formação.
Os grupos de subadultos, composto pelos golfinhos que já passaram da adolescência geralmente possuem mais machos do que fêmeas. Esse grupo é considerado o mais ativo, havendo bastante interação e contato entre os animais pertencentes.
As relações de dominância, ao serem analisadas hierarquicamente denominou o tamanho como principal fator, sendo irrelevante a questão do sexo. O que auxilia a organização do grupo, principalmente em situações de perigo, sendo viável que as pequenas fêmeas sigam em direção ao centro do grupo, para estarem mais seguras.